# Melitta Gillmann
Melitta Gillmann (* 1984 in Meisenheim) ist eine deutsche Germanistin.

## Leben
Nach dem Studium (2005–2010) der Germanistik, Lateinischen Philologie und Pädagogik mit Abschluss 1. Staatsexamen an der Johannes Gutenberg-Universität Mainz war sie von 2010 bis 2015 wissenschaftliche Mitarbeiterin an der Universität Hamburg. Dort wurde sie 2015 promoviert und war anschließend bis 2022 Juniorprofessorin für Historische Sprachwissenschaft. Seit 2022 ist sie W3-Professorin für Germanistik/Linguistik an der Universität Duisburg-Essen.
Ihre Schwerpunkte sind historische Sprachwissenschaft, (historische) Morphologie, Morphosyntax und Syntax des Deutschen, Konstruktionsgrammatik, Grammatikalisierung und Konstruktionalisierung, Korpuslinguistik, typologischer Vergleich westgermanischer Sprachen (v. a. Deutsch und Niederländisch) und Linguistik in der Schule.
An der Fakultät für Geisteswissenschaften der Universität Duisburg-Essen untersuchte sie die Veränderung von Anredepronomen im Lauf der Sprachgeschichte und geht dabei auch auf die häufigere Verwendung des Du in heutiger Zeit ein. Ebenso erforschte sie, wie die Hilfsverben haben und sein in deutschen Dialekten verwendet werden.

## Schriften (Auswahl)
- Perfektkonstruktionen mit haben und sein. Eine Korpusuntersuchung im Althochdeutschen, Altsächsischen und Neuhochdeutschen. Berlin/Boston: De Gruyter Mouton 2016 (= Studia Linguistica Germanica 128), ISBN 978-3-11-048881-4.